# Mystery White Boy
Mystery White Boy är ett livealbum av Jeff Buckley, utgivet postumt 2000. Det innehåller inspelningar gjorda 1995 och 1996, under hans turné följande albumet Grace.

## Låtlista
1. "Dream Brother" (Jeff Buckley/Mick Grondahl/Matt Johnson) - 8:48
2. "I Woke up in a Strange Place" (Jeff Buckley) - 5:05
3. "Mojo Pin" (Jeff Buckley/Gary Lucas) - 6:06
4. "Lilac Wine" (James Alan Shelton) - 5:19
5. "What Will You Say" (Carla Azar/Jeff Buckley/Chris Dowd)- 7:34
6. "Last Goodbye" (Jeff Buckley) - 4:58
7. "Eternal Life" (Jeff Buckley) - 5:58
8. "Grace" (Jeff Buckley/Gary Lucas) - 5:38
9. "Moodswing Whiskey" (Jeff Buckley/Michael Tighe) - 5:36
10. "The Man That Got Away" (Harold Arlen/Ira Gershwin) - 3:47
11. "Kanga-Roo" (Alex Chilton) - 10:23
12. "Hallelujah/I Know It's Over" (Leonard Cohen/Johnny Marr/Morrissey) - 9:17